# Communauté de communes Terres de confluences
Ne doit pas être confondu avec Communauté de communes Terres des confluences.
La communauté de communes Terres de confluences est une ancienne communauté de communes française, comptant 29 120 habitants en 2013, et qui se situait dans le département de Tarn-et-Garonne, en région Occitanie.
Au 1er janvier 2017, elle fusionne au sein de la nouvelle Communauté de communes Terres des confluences  avec la communauté de communes Sère - Garonne - Gimone avec une extension du périmètre fusionné aux communes de Saint-Porquier et La-Ville-dieu-du-Temple.

## Historique
Historiquement nommée "communauté de communes Castelsarrasin-Moissac", la collectivité, par une décision d'un conseil intercommunal en date du 05 décembre 2014, a été renommée "communauté de communes Terres de confluences". 
A la création de la collectivité en 1999, seules les communes de Castelsarrasin et de Moissac en faisaient partie. 
Au 1er janvier 2014, Durfort-Lacapelette, Montesquieu, Boudou et Lizac ont rejoint la communauté de communes.
La CDCI (Commission départementale de coopération intercommunale) du 18 mars 2016 a décidé au 1er janvier 2017 que la communauté de communes fusionnera avec la Communauté de communes Sère - Garonne - Gimone, Saint-Porquier et La Ville-Dieu-du-Temple, ce qui devrait porter la population de l'intercommunalité à environ 40 000 habitants.

## Composition
Elle est composée des communes suivantes :
| Nom                    | Code Insee | Gentilé                         | Superficie (km2) | Population (dernière pop. légale) | Densité (hab./km2) |
| ---------------------- | ---------- | ------------------------------- | ---------------- | --------------------------------- | ------------------ |
| Castelsarrasin (siège) | 82033      | Castelsarrasinois               | 76,77            | 13 765 (2014)                     | 179                |
| Boudou                 | 82019      | Boudounais                      | 12,30            | 719 (2014)                        | 58                 |
| Durfort-Lacapelette    | 82051      | Durfortais                      | 35,83            | 870 (2014)                        | 24                 |
| Lizac                  | 82099      | Lizacais                        | 9,42             | 504 (2014)                        | 54                 |
| Moissac                | 82112      | Moissagais                      | 85,95            | 12 408 (2014)                     | 144                |
| Montesquieu            | 82127      | Montesquivois ou Montesquiviens | 28,65            | 779 (2014)                        | 27                 |

## Démographie
| 1968   | 1975   | 1982   | 1990   | 1999   | 2009   | 2012   | 2013   |
| ------ | ------ | ------ | ------ | ------ | ------ | ------ | ------ |
| 23 174 | 22 578 | 22 108 | 23 288 | 23 679 | 25 204 | 28 566 | 29 120 |

.

## Liste des Présidents successifs
| Période                                  | Période | Identité       | Étiquette | Qualité        |
| ---------------------------------------- | ------- | -------------- | --------- | -------------- |
| 2014                                     | 2017    | Bernard Garguy | PRG       | Maire de Lizac |
| Les données manquantes sont à compléter. |         |                |           |                |

## Référendum
Un référendum local s'est déroulé le 2 mai 1999 à Castelsarrasin et Moissac. Le but était de déterminer si les électeurs étaient favorables à l'union de ces deux villes dans le cadre d'une intercommunalité.
- Castelsarrasin  Oui à 65,13 % (participation de 42,56 %)

- Moissac : Oui  à 73,82 % (participation de 37,64 %)

Le 14 juin 1999, la communauté de communes est officiellement créée. 